# Судиловская, Ангелина Михайловна
Ангелина Михайловна Судиловская (1903—1976) — советский учёный-орнитолог.

## Биография
Родилась 23 апреля 1903 г. в г. Кимры Тверской губернии. Отец — Михаил Иванович Судиловский, директор Кимрской низшей ремесленной школы, мать — Ольга Карловна Судиловская, учитель.
Окончила Кимрскую школу второй ступени (1920) и естественное отделение физико-математического факультета МГУ (1926). Дипломная работа — «Сравнительно-анатомическое изучение мускулатуры и иннервации тазовой области и задних конечностей бескилевых птиц», научный руководитель М. А. Мензбир, позже была опубликована Академией наук (1931).
В 1927—1930 гг. — аспирантка М. А. Мензбира и одновременно лаборант при кабинете сравнительной анатомии и зоогеографии. Кандидатская диссертация «О соотношении морфологических признаков врановых птиц с их географическим распространением» (1930) также была опубликована Академией наук СССР отдельным изданием (1933).
Научный сотрудник: в 1930—1936 — Лаборатории зоогеографии АН СССР, в 1936—1938 — Московского филиала Зоологического института АН СССР.
В 1938—1976 годы — старший научный сотрудник Зоологического музея Московского государственного университета; с 1954 года до последних дней жизни работала заведующим орнитологическим отделом Зоологического музея МГУ.
Вышла на пенсию незадолго до смерти.
Умерла 1 августа 1976 года в Москве. Похоронена на Введенском кладбище (17 уч.).

## Публикации
Автор более чем 150 научных работ
Автор работ по авифауне Центральной Азии — «Птицы Кашгарии» (1936) и «Птицы Таримского бассейна и окружающих его гор» (1973).

## Награды
- Сталинская премия 2-й степени (в составе авторского коллектива) за научный труд «Птицы Советского Союза. В 3 т.» (1952)[1].
- орден Трудового Красного Знамени (1953)[1].